# Iranotricha lutensis
Genre
Espèce
Iranotricha lutensis, unique représentant du genre Iranotricha, est une espèce d'araignées aranéomorphes de la famille des Gnaphosidae.

## Distribution
Cette espèce est endémique de la province de Kerman en Iran,. Elle se rencontre dans le  désert Dasht-e Lut.

## Description
Le mâle holotype mesure 6,45 mm.

## Étymologie
Son nom d'espèce, composé de lut et du suffixe latin -ensis, « qui vit dans, qui habite », lui a été donné en référence au lieu de sa découverte, le désert Dasht-e Lut.

## Publication originale
- Zamani, Seiedy, Saboori & Marusik, 2018 : The spider genus Pterotricha in Iran, with the description of a new genus (Araneae, Gnaphosidae). ZooKeys no 777, p. 17-41 (texte intégral).